# Ngawang Lobzang Tenpai Gyeltsen
Ngawang Lobzang Tenpai Gyeltsen (tibétain : ངག་དབང་བློ་བཟང་བསྟན་པའི་རྒྱལ་མཚན་, Wylie : ngag dbang blo bzang bstan pa'i rgyal mtshan ; chinois : 达察·阿旺罗桑丹贝坚参), né en 1811 à Ngeda (rngas mda'), près de Riwoché au Tibet et décédé en 1848 ou 1854, est le 9e tatsak jedrung.
Les tatsak jedrung sont également nommés Kundeling Hutuktu, depuis que l'empereur de la dynastie Qing (alors Qianlong, règne 1735 – 1796), offre le contrôle du monastère de Kundeling à Ngawang Lobzang Tenpai Gyeltsen et sa lignée

## Biographie
Ngawang Lobzang Tenpai Gyeltsen est né en 1811, à Ngeda près de Riwoché. Son père est Drolgon (sgrol mgon) et sa mère Samdrub Tsomo (bsam grub mtsho mo). Enfant, il fut reconnu comme la renaissance de 8e tatsak jedrung, Yeshe Lobsang Tenpai Gonpo, et intronisé à l'âge de quatre ans. Le jeune 9e dalaï-lama, Lungtok Gyatso, alors âgé de neuf ans, a confirmé sa reconnaissance et lui a donné le nom de Ngawang Lobzang Tenpai Gyeltsen.